# Provincia di Padova
La provincia di Padova è una provincia italiana del Veneto che con i suoi 933 245 abitanti è la più popolata della regione e dell'intero Triveneto, ed è tredicesima in Italia, davanti a Verona. Istituita nel 1806 come dipartimento del Brenta, assunse l'attuale denominazione nel 1815.
Circondata interamente da altre province venete, eccetto un piccolo sbocco sulla laguna di Venezia a sud-est, confina a nord con le province di Treviso e di Vicenza, ad est con quella di Venezia, a sud con quella di Rovigo e ad ovest con quelle di Verona e di Vicenza.

## Geografia fisica

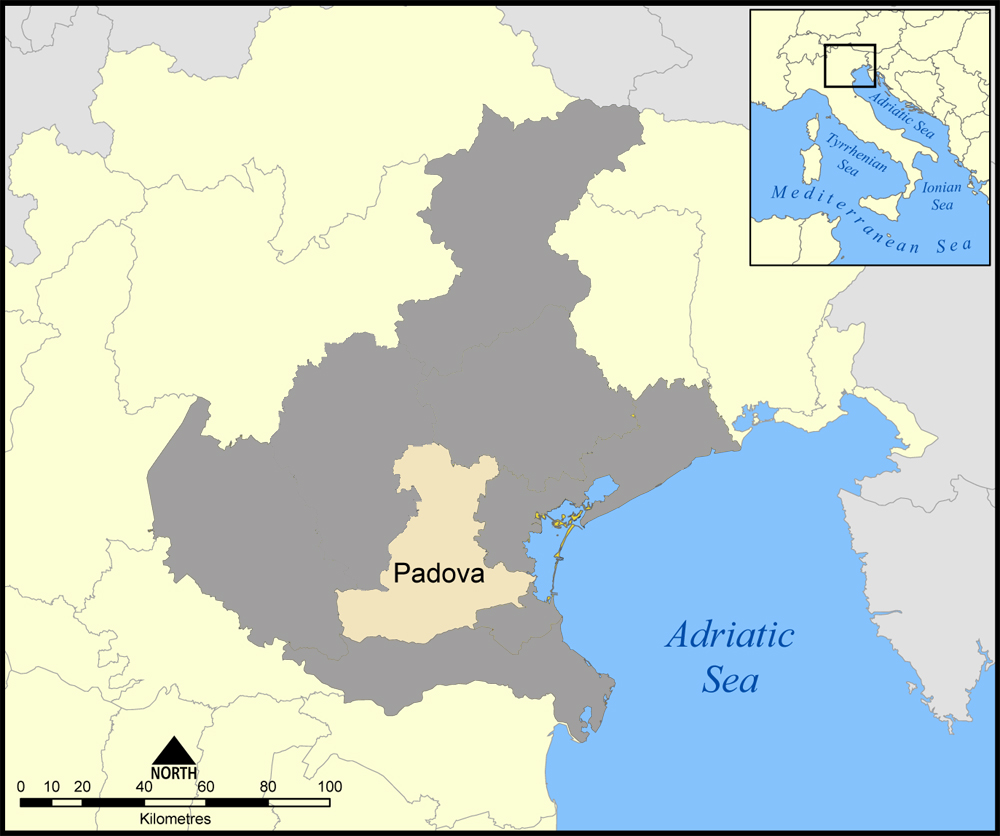
Localizzazione della provincia nella Regione Veneto

Il territorio, prevalentemente pianeggiante, è attraversato da numerosi corsi d'acqua naturali, tra i quali i principali sono i fiumi Brenta, Bacchiglione e, all'estremo sud della provincia, Adige; accanto ad essi, un fitto intreccio di canali artificiali, tra cui il Canale di Battaglia, il Bisatto e il Piovego.
A sud-ovest della città di Padova, oltre l'area delle Terme euganee, sorgono i Colli Euganei, un gruppo di colline di origine vulcanica, che sono le uniche elevazioni della provincia.
La provincia comprende anche una piccola sezione della Laguna veneta, nell'area detta Valle Millecampi del Comune di Codevigo.

## Storia
Il territorio dell'attuale provincia di Padova fu sede dell'antica civiltà atestina, che vedeva in Este il proprio centro principale e si sviluppò a partire dalla prima età del ferro (IX secolo a.C.). Da essa emerse il popolo dei Veneti, che pian piano si integrò nel mondo romano.
Tra l'XI e il XIII secolo numerose località della zona vennero coinvolte nelle vicende storiche ed umane legate alla famiglia degli Ezzelini. Di origine germanica, il capo-stipite della famiglia giunse nel 1035 al seguito del re d'Italia e imperatore Corrado II il Salico e si stabilì nel castello di Onara, nella zona nord dell'odierna provincia. Gli vennero assegnati diversi territori, tra cui Bassano. I suoi successori aumentarono le proprietà familiari espandendosi fino alle zone di Mantova, Trento, Belluno, Este, Pordenone ed ebbero prestigiosi incarichi nei comuni di Vicenza, Treviso ecc.
Ezzelino III da Romano divenne signore di Verona ed il suo successore Alberico da Romano fu podestà di Vicenza e Treviso. Alleatosi con i ghibellini e scomunicato dal papa, fu costretto a ritirarsi nelle sue proprietà, dove venne sconfitto dalle milizie guelfe, torturato e ucciso assieme a tutta la famiglia nel 1260. Dopo tale evento ebbe fine l'egemonia degli Ezzelini, e le loro proprietà furono confiscate e censite.
La prima Provincia di Padova nacque nel 1816 ed era una delle province del Regno Lombardo-Veneto, Stato controllato dall'Impero Austriaco fino al 1866. Dal 1806 al 1815, il suo territorio era chiamato Dipartimento del Brenta, suddivisione amministrativa del Regno d'Italia di epoca napoleonica. Gli austriaci la ripartirono in dodici distretti e centotré comuni. Nel 1818 fu ceduto a Vicenza il distretto di Cittadella, che tornò alla provincia di Padova nel 1853. In quello stesso anno, il distretto di Mirano (comprensivo anche dell'ex distretto di Noale) venne ceduto in parte alla provincia di Venezia e in parte a quella di Treviso. Per la precisione, passarono a Venezia i comuni di Mirano, Santa Maria di Sala, Pianiga, Noale, Salzano e Scorzè. Alla provincia di Treviso fu annesso il comune di Zero Branco. Mentre rimasero nel territorio della provincia di Padova i comuni di Trebaseleghe e Piombino Dese.

Il gonfalone della provincia di Padova

La provincia entrò a far parte del Regno d'Italia nel 1866 quando, a seguito della terza guerra d'indipendenza che vide l'esercito di re Vittorio Emanuele II contro gli austriaci e, grazie ai patti stretti in precedenza con la Prussia vittoriosa sul fronte austriaco settentrionale, nonché agli accordi di Plombières (Trattato di Torino del 24 marzo 1860 che sancì l'annessione della Contea di Nizza e della Savoia alla Francia in cambio dell'appoggio francese alla politica di unificazione italiana condotta dalla monarchia sabauda), venne annessa la maggior parte del Veneto. Il territorio provinciale rimase invariato, secondo le disposizioni del Decreto Rattazzi emanato nel 1859 dal governo sabaudo.

### Simboli
Nello stemma della provincia la croce rossa su sfondo bianco posizionata al centro, simbolo di Padova, è circondata, partendo dal primo in alto a sinistra e in senso orario, dai sette stemmi dei comuni di Este, Cittadella, Monselice, Camposampiero, Piove di Sacco, Conselve e Montagnana.
Lo stemma è stato concesso D.P.R. 17 febbraio 2003 e riunisce le armi dei capoluoghi degli otto circondari originari della provincia. Alcune di esse sono variate in alcuni particolari e per tanto l'emblema attuale differisce da quello concesso con regio decreto del 20 aprile 1884 per lo stemma di Piove di Sacco (7°), ora col San Martino e il povero al posto di tre melagrane.
Lo stemma mantiene gli ornamenti esteriori antichi.
Il gonfalone, concesso con D.P.R. del 2 dicembre 1955, è un drappo di bianco.

## Popolazione
| Anno | Popolazione 1º gennaio | Popolazione 31º dicembre | Nati  | Morti  | Saldo naturale | Saldo migratorio | Variazione censuaria | Saldo totale | Variazione |
| ---- | ---------------------- | ------------------------ | ----- | ------ | -------------- | ---------------- | -------------------- | ------------ | ---------- |
| 2002 | 849.661                | 855.563                  | 7.900 | 7.532  | 368            | 5.534            | 0                    | 5.902        | +6,9‰      |
| 2003 | 855.563                | 867.709                  | 8.202 | 7.737  | 465            | 11.681           | 0                    | 12.146       | +14,0‰     |
| 2004 | 867.709                | 878.268                  | 8.608 | 7.470  | 1.138          | 9.421            | 0                    | 10.559       | +12,2‰     |
| 2005 | 878.268                | 885.912                  | 8.480 | 7.809  | 671            | 6.937            | 0                    | 7.644        | +8,7‰      |
| 2006 | 885.912                | 892.194                  | 8.848 | 7.636  | 1.212          | 5.070            | 0                    | 6.282        | +7,1‰      |
| 2007 | 892.914                | 903.768                  | 8.834 | 7.971  | 863            | 10.711           | 0                    | 11.574       | +13,0‰     |
| 2008 | 903.768                | 914.158                  | 9.127 | 8.257  | 870            | 9.520            | 0                    | 10.390       | +11,5‰     |
| 2009 | 914.158                | 919.669                  | 9.107 | 7.906  | 1.201          | 4.310            | 0                    | 5.511        | +6,0‰      |
| 2010 | 919.669                | 924.305                  | 8.841 | 8.157  | 684            | 3.952            | 0                    | 4.636        | +5,0‰      |
| 2011 | 924.305                | 927.041                  | 8.692 | 8.338  | 354            | 2.382            | 0                    | 2.736        | +3,0‰      |
| 2012 | 927.041                | 930.818                  | 8.582 | 8.598  | -16            | 3.793            | 0                    | 3.777        | +4,1‰      |
| 2013 | 930.818                | 932.899                  | 8.219 | 8.423  | -204           | 2.285            | 0                    | 2.081        | +2,2‰      |
| 2014 | 932.899                | 934.138                  | 7.855 | 8.433  | -578           | 1.817            | 0                    | 1.239        | +1,3‰      |
| 2015 | 934.138                | 932.928                  | 7.445 | 9.043  | -1.598         | 388              | 0                    | -1.210       | -1,3‰      |
| 2016 | 932.928                | 931.890                  | 7.250 | 9.020  | -1.770         | 732              | 0                    | -1.038       | -1,1‰      |
| 2017 | 931.890                | 932.464                  | 6.902 | 9.057  | -2.155         | 2.729            | 0                    | 574          | +0,6‰      |
| 2018 | 932.464                | 933.867                  | 6.714 | 9.060  | -2.346         | 3.749            | 0                    | 1.403        | +1,5‰      |
| 2019 | 933.867                | 933.700                  | 6.342 | 8.964  | -2.622         | 2.284            | 171                  | -167         | -0,2‰      |
| 2020 | 933.700                | 932.629                  | 6.012 | 10.082 | -4.070         | -17              | 3.016                | -1.071       | -1,1‰      |

## Comuni
Appartengono alla provincia di Padova i seguenti 101 comuni:
- Abano Terme
- Agna
- Albignasego
- Anguillara Veneta
- Arquà Petrarca
- Arre
- Arzergrande
- Bagnoli di Sopra
- Baone
- Barbona
- Battaglia Terme
- Boara Pisani
- Borgoricco
- Borgo Veneto
- Bovolenta
- Brugine
- Cadoneghe
- Campo San Martino
- Campodarsego
- Campodoro
- Camposampiero
- Candiana
- Carmignano di Brenta
- Cartura
- Casale di Scodosia
- Casalserugo
- Castelbaldo
- Cervarese Santa Croce
- Cinto Euganeo
- Cittadella
- Codevigo
- Conselve
- Correzzola
- Curtarolo
- Due Carrare
- Este
- Fontaniva
- Galliera Veneta
- Galzignano Terme
- Gazzo
- Grantorto
- Granze
- Legnaro
- Limena
- Loreggia
- Lozzo Atestino
- Maserà di Padova
- Masi
- Massanzago
- Megliadino San Vitale
- Merlara
- Mestrino
- Monselice
- Montagnana
- Montegrotto Terme
- Noventa Padovana
- Ospedaletto Euganeo
- Padova
- Pernumia
- Piacenza d'Adige
- Piazzola sul Brenta
- Piombino Dese
- Piove di Sacco
- Polverara
- Ponso
- Ponte San Nicolò
- Pontelongo
- Pozzonovo
- Rovolon
- Rubano
- Saccolongo
- San Giorgio delle Pertiche
- San Giorgio in Bosco
- San Martino di Lupari
- San Pietro Viminario
- San Pietro in Gu
- Sant'Angelo di Piove di Sacco
- Sant'Elena
- Sant'Urbano
- Santa Caterina d'Este
- Santa Giustina in Colle
- Saonara
- Selvazzano Dentro
- Solesino
- Stanghella
- Teolo
- Terrassa Padovana
- Tombolo
- Torreglia
- Trebaseleghe
- Tribano
- Urbana
- Veggiano
- Vescovana
- Vigodarzere
- Vigonza
- Villa Estense
- Villa del Conte
- Villafranca Padovana
- Villanova di Camposampiero
- Vo'

### Comuni più popolosi
Di seguito è riportata la lista dei dieci comuni più popolosi della provincia di Padova aggiornata al 31 dicembre 2024:
| Pos. | Stemma | Comune di         | Popolazione (ab) | Superficie (km²) | Densità (ab/km²) | Altitudine (m s.l.m.) |
| ---- | ------ | ----------------- | ---------------- | ---------------- | ---------------- | --------------------- |
| 1º   |        | Padova            | 207.694          | 93,03            | 2.232,55         | 12                    |
| 2º   |        | Albignasego       | 27.325           | 21,16            | 1.291,35         | 13                    |
| 3º   |        | Vigonza           | 23.320           | 33,32            | 699,88           | 10                    |
| 4º   |        | Selvazzano Dentro | 22.939           | 19,52            | 1.175,15         | 18                    |
| 5º   |        | Abano Terme       | 20.366           | 21,41            | 951,24           | 14                    |
| 6º   |        | Piove di Sacco    | 20.260           | 35,73            | 567,03           | 5                     |
| 7º   |        | Cittadella        | 20.041           | 36,68            | 546,37           | 48                    |
| 8º   |        | Monselice         | 17.099           | 50,57            | 338,13           | 9                     |
| 9º   |        | Rubano            | 17.060           | 14,51            | 1.175,74         | 18                    |
| 10º  |        | Este              | 15.960           | 32,81            | 486,44           | 15                    |

### Etnie e minoranze straniere

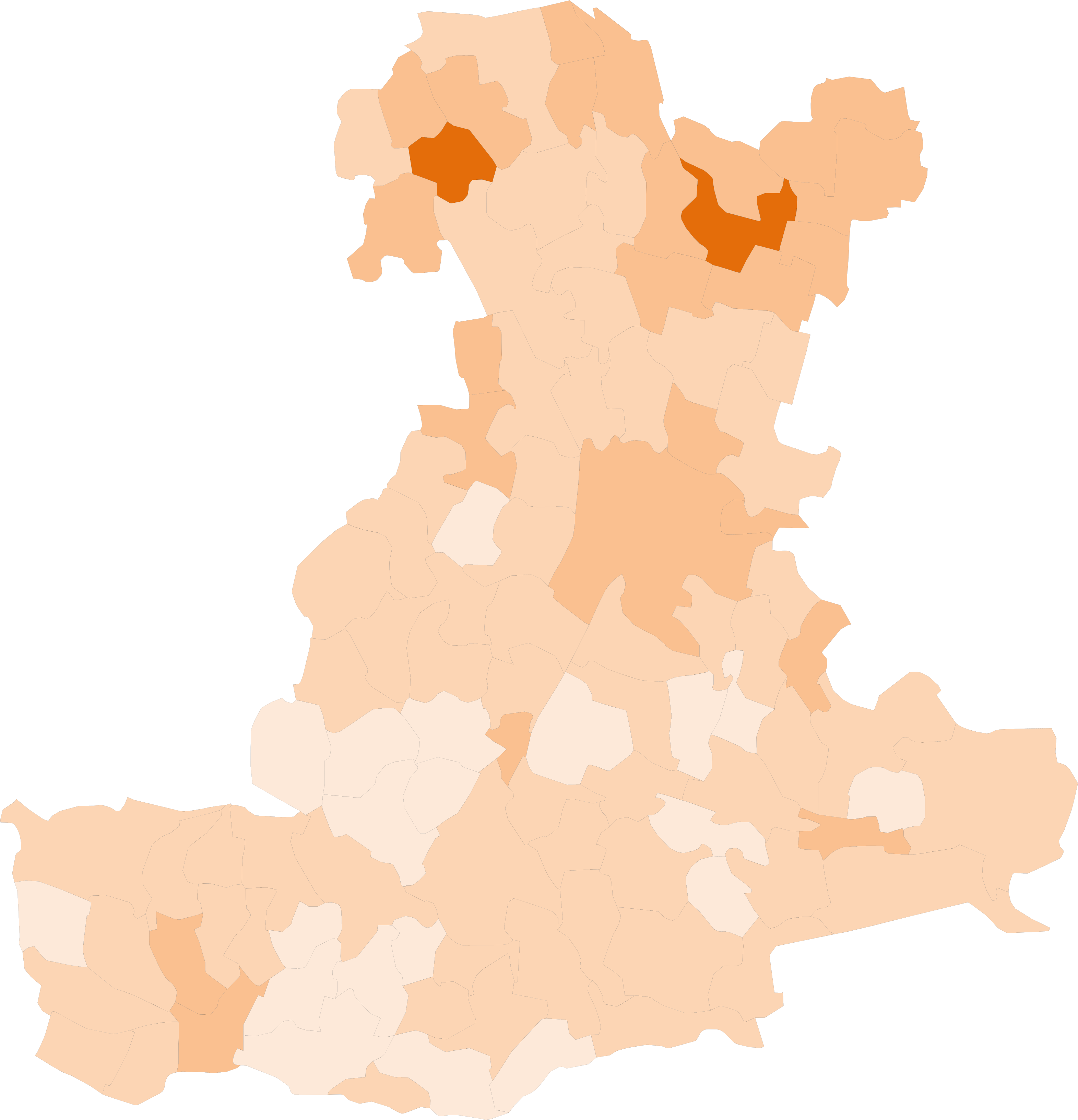
Popolazione straniera nei comuni della provincia

## Società

### Evoluzione demografica
Abitanti censiti

### Qualità della vita
Secondo l'Agenzia europea dell'ambiente, nel 2023 è risultata la 367ª città più inquinata in Europa (su un campione di 375 città) e la seconda in Italia, dopo Cremona.

## Economia

### Artigianato
Nell'artigianato la provincia di Padova è rinomata per le seguenti produzioni e lavorazioni:
- produzioni di mobili d'arte in stile a Cittadella, Rubano, Merlara, Urbana, Casale di Scodosia;
- lavorazione del cuoio a Saonara, Maserà, Noventa Padovana;
- laboratori di oreficeria a Piove di Sacco ed Albignasego;[11]
- imprese produttrici di ceramica a Este.

## Amministrazione
La sede dell'ente Provincia è situata in Piazza Antenore a Padova, presso Palazzo Santo Stefano.

## Infrastrutture e trasporti

### Strade ed autostrade

#### Autostrade e superstrade
- A4 Serenissima Torino-Trieste
- A13 Bologna - Padova
- A31 Piovene Rocchette - Rovigo

#### Strade statali
- Valsugana
- Strada statale 10 Padana Inferiore, declassata a strada regionale 10 Padana Inferiore (SR10)
- Strada statale 11 Padana Superiore, declassata a strada regionale 11 Padana Superiore (SR11)
- Strada statale 16 Adriatica
- Strada statale 16 dir/A Adriatica
- Strada statale 47 della Valsugana, in alcuni tratti strada provinciale della Valsugana (SP47)
- Strada statale 47 racc di Altichiero, declassata a strada regionale 47 di Altichiero (SR47)
- Strada statale 515 racc Noalese, declassata a strada regionale 514 di Vigonza (SR514)
- Strada statale 53 Postumia, in alcuni tratti declassata a strada regionale 53 Postumia (SR53)
- Strada statale 247 Riviera declassata a strada provinciale 247 Riviera Berica (SP247)
- Strada statale 250 delle Terme Euganee, ora strada comunale.
- Strada statale 307 del Santo, declassata a strada regionale 307 del Santo (SR307)
- Strada statale 309 Romea
- Strada statale 515 Noalese, declassata a strada regionale 515 Noalese (SR515)
- Strada statale 516 Piovese, declassata a strada regionale 516 Piovese (SR516)

#### Strade provinciali
- Strade provinciali della provincia di Padova

### Linee bus extraurbani e urbani
Il servizio dei trasporti pubblici su gomma è fornito da Busitalia Veneto sia a livello provinciale che per la città di Padova. Collegamenti con altre città venete su gomma sono serviti anche da aziende di trasporto pubblico delle vicine città, come il servizio verso il veneziano offerto da ACTV, verso il trevigiano da MOM, verso il vicentino da FTV.

### Rete ferroviaria
- Ferrovia Verona - Venezia (alta velocità)
- Ferrovia Milano-Venezia
- Ferrovia Padova-Bologna
- Ferrovia Calalzo-Padova
- Ferrovia Bassano del Grappa - Padova
- Ferrovia Mantova-Monselice
- Ferrovia Montebelluna-Padova
- Ferrovia Padova - Padova Interporto
- Ferrovia Vicenza-Treviso

### Aeroporti
- Aeroporto di Padova "Gino Allegri"